# 2020년 하계 올림픽 수영 남자 100m 자유형
2020년 하계 올림픽 수영 남자 자유형 100m는 일본 도쿄 아쿠아틱스 센터에서 2021년 7월 25일부터 27일까지 열린다.

## 배경
남자 자유형 100m 경기는 이번 대회가 28번째로, 초대 올림픽부터 시작되어 1900년 파리 올림픽을 제외하고 매 대회마다 치러져 온 종목이다.
지난 대회 우승자인 호주의 카일 차머스가 이번 대회에도 출전하며, 5위를 기록한 영국의 던컨 스콧과 6위인 미국의 케일럽 드레슬도 참가한다. 드레슬은 2017년과 2019년 세계 선수권 2연패를 달성한 세계챔피언이며, 차머스는 2019년 대회에서 준우승을 차지했다.

## 예선
남자 자유형 200m 종목의 예선기준 기록은 48초 57이다. 공인 예선대회에서 해당 기록에 도달한 선수라면 각 국가 (NOC)당 두명까지 자동으로 올림픽 출전권을 얻게 된다. 이 예선기록에 따라 출전권을 모두 배분했음에도 자리가 남으면 올림픽 선발 기록인 50초 03을 적용, 해당 기록을 달성한 선수를 세계랭킹순으로 나열해 남은만큼 배분한다. 수영 전 종목 진출에 실패한 국가라도 초청 대표로 나설 수 있다.

## 경기 방식
경기는 예선, 준결선, 결선의 세 라운드로 구성된다. 예선 랭킹에서 16위 이내에 오른 선수는 준결선에 진출한다. 또 준결선 랭킹에서 8위 이내에 오른 선수가 결선에 진출한다. 경기 중에 동일한 기록이 발생한다면 해당 선수들만 모여 다시 경기를 펼치는 스윔오프 (swim-off) 경기가 진행된다.

## 기록
이번 대회 이전의 세계기록과 올림픽 기록은 다음과 같다.
| 유형 | 선수                | 기록  | 장소                  | 날짜            |
| ---- | ------------------- | ----- | --------------------- | --------------- |
|      | 세자르 시엘루 (BRA) | 46.91 | 이탈리아 로마         | 2009년 7월 30일 |
|      | 어몬 설리번 (AUS)   | 47.05 | 중화인민공화국 베이징 | 2008년 8월 13일 |

다음은 이번 대회에서 세워진 신기록이다.
| 날짜     | 경기 | 선수          | 국가 | 시간  | 기록 |
| -------- | ---- | ------------- | ---- | ----- | ---- |
| 7월 29일 | 결선 | 케일럽 드레슬 | 미국 | 47.02 | OR   |

## 일정
지난 대회들과는 달리 이번 대회는 3일 연속 걸쳐 매 라운드가 따로 진행된다.
모든 시간은 일본 표준시 (UTC+9, 한국 시각과 동일) 기준.
| 날짜                 | 시간  | 라운드 |
| -------------------- | ----- | ------ |
| 2021년 7월 27일 (화) | 19:00 | 예선   |
| 2021년 7월 28일 (수) | 10:30 | 준결선 |
| 2021년 7월 29일 (목) | 11:37 | 결선   |

## 결과

### 예선
상위 16위 이내에 든 선수가 준결선에 진출한다.
| 순위 | 조 | 레인 | 선수                    | 국가                  | 기록    | 주 |
| ---- | -- | ---- | ----------------------- | --------------------- | ------- | -- |
| 1    | 9  | 2    | 토마스 체콘             | 이탈리아              | 47.71   | Q  |
| 2    | 9  | 4    | 케일럽 드레슬           | 미국                  | 47.73   | Q  |
| 3    | 8  | 4    | 카일 차머스             | 오스트레일리아        | 47.77   | Q  |
| 4    | 9  | 5    | 알레산드로 미레시       | 이탈리아              | 47.83   | Q  |
| 5    | 7  | 4    | 클리멘트 콜레스니코프   | 러시아 올림픽 위원회  | 47.89   | Q  |
| 6    | 7  | 3    | 황선우                  | 대한민국              | 47.97   | Q  |
| 7    | 8  | 5    | 안드레이 미나코프       | 러시아 올림픽 위원회  | 48.00   | Q  |
| 8    | 9  | 6    | 다비드 포포비치         | 루마니아              | 48.03   | Q  |
| 9    | 9  | 3    | 난도르 네메트           | 헝가리                | 48.11   | Q  |
| 10   | 8  | 8    | 유리 키질               | 캐나다                | 48.15   | Q  |
| 11   | 7  | 5    | 자크 애플               | 미국                  | 48.16   | Q  |
| 12   | 8  | 3    | 막심 그루세             | 프랑스                | 48.25   | Q  |
| 13   | 8  | 2    | 안드레이 바르나         | 세르비아              | 48.30   | Q  |
| 14   | 7  | 6    | 조슈아 리엔도           | 캐나다                | 48.34   | Q  |
| 15   | 7  | 2    | 로만 미튜코프           | 스위스                | 48.43   | Q  |
| 16   | 6  | 2    | 제이컵 위틀             | 영국                  | 48.44   | Q  |
| 17   | 9  | 7    | 나카무라 가쓰미         | 일본                  | 48.48   |    |
| 18   | 7  | 1    | 아포스톨로스 크리스토우 | 그리스                | 48.50   |    |
| 18   | 8  | 6    | 허쥔이                  | 중화인민공화국        | 48.50   |    |
| 20   | 7  | 8    | 세버스티안 서보         | 헝가리                | 48.51   |    |
| 21   | 6  | 7    | 스탄 페이넨뷔르흐       | 네덜란드              | 48.53   |    |
| 22   | 6  | 6    | 딜런 카터               | 트리니다드 토바고     | 48.66   |    |
| 23   | 7  | 7    | 메흐디 메텔라           | 프랑스                | 48.68   |    |
| 24   | 9  | 1    | 캐머런 매키보이         | 오스트레일리아        | 48.72   |    |
| 25   | 8  | 1    | 페드루 스파자리         | 브라질                | 48.74   |    |
| 26   | 6  | 4    | 다미안 비얼링           | 독일                  | 48.83   |    |
| 27   | 6  | 1    | 로빈 한손               | 스웨덴                | 49.07   |    |
| 28   | 5  | 7    | 니콜라 밀례니치         | 크로아티아            | 49.25   |    |
| 29   | 6  | 8    | 메이론 셰루티           | 이스라엘              | 49.26   |    |
| 30   | 5  | 3    | 알리 할라팔라           | 이집트                | 49.31   |    |
| 30   | 5  | 4    | 미켈 슈뢰더스           | 아루바                | 49.31   |    |
| 32   | 6  | 5    | 가브리에우 산투스       | 브라질                | 49.33   |    |
| 33   | 5  | 6    | 알베르토 메스트레       | 베네수엘라            | 49.44   |    |
| 34   | 4  | 5    | 얀 호                   | 홍콩                  | 49.49   |    |
| 35   | 9  | 8    | 세르기 셰우초프         | 우크라이나            | 49.55   |    |
| 36   | 5  | 8    | 루크 제비               | 필리핀                | 49.64   |    |
| 37   | 6  | 3    | 우사마 사눈             | 알제리                | 49.65   |    |
| 38   | 5  | 4    | 아르투르 바르세기안     | 아르메니아            | 49.78   |    |
| 39   | 5  | 5    | 조셉 스쿨링             | 싱가포르              | 49.84   |    |
| 40   | 4  | 6    | 니콜라스 안토니우       | 키프로스              | 50.00   |    |
| 41   | 4  | 7    | 쿠르시드존 투르수노프   | 우즈베키스탄          | 50.14   |    |
| 42   | 4  | 8    | 피터 웨츨러             | 짐바브웨              | 50.31   |    |
| 43   | 4  | 2    | 사미 부투일             | 모로코                | 50.37   |    |
| 44   | 5  | 1    | 벤 오킨                 | 파라과이              | 50.41   |    |
| 45   | 5  | 2    | 에미르 무라토비치       | 보스니아 헤르체고비나 | 50.43   |    |
| 46   | 4  | 3    | 아리페카 리우코넨       | 핀란드                | 50.48   |    |
| 47   | 3  | 4    | 모흐타르 알야마니       | 예멘                  | 50.52   |    |
| 48   | 4  | 1    | 매튜 아베싱게           | 스리랑카              | 50.62   |    |
| 49   | 3  | 3    | 앤드류 쳇쿠티           | 몰타                  | 51.47   |    |
| 50   | 3  | 6    | 유수프 알마트루시       | 아랍에미리트          | 51.50   |    |
| 51   | 3  | 5    | 스테파노 미첼           | 앤티가 바부다         | 51.64   |    |
| 52   | 3  | 2    | 클레디 카디우           | 알바니아              | 51.65   |    |
| 53   | 3  | 1    | 이사 알아다위           | 오만                  | 51.81   |    |
| 54   | 3  | 7    | 장뤽 제피르             | 세인트루시아          | 51.94   |    |
| 55   | 3  | 8    | 미구엘 메나             | 니카라과              | 51.99   |    |
| 56   | 2  | 4    | 다닐로 로사피오         | 케냐                  | 52.54   |    |
| 57   | 2  | 5    | 재거 스티븐스           | 괌                    | 52.72   |    |
| 58   | 2  | 6    | 델론 펠릭스             | 그레나다              | 52.99   |    |
| 59   | 1  | 6    | 알렉산더 샤             | 네팔                  | 53.41   |    |
| 60   | 2  | 3    | 마티유 마르케           | 모리셔스              | 53.56   |    |
| 61   | 2  | 2    | 보슈코 라둘로비치       | 몬테네그로            | 53.60   |    |
| 62   | 2  | 7    | 무함마드 하시브 타리크  | 파키스탄              | 53.81   |    |
| 63   | 2  | 1    | 아투하이레 암발라       | 우간다                | 54.23   |    |
| 64   | 1  | 3    | 올트 콘디롤리           | 코소보                | 54.33   |    |
| 64   | 2  | 8    | 벨리크레서스 가니라     | 부룬디                | 54.33   |    |
| 66   | 1  | 5    | 야잔 알바와브           | 팔레스타인            | 54.51   |    |
| 67   | 1  | 4    | 앤드류 폴러             | 가이아나              | 55.23   |    |
| 68   | 1  | 1    | 상게 텐진               | 부탄                  | 57.57   |    |
| 69   | 1  | 2    | 무발 이브라힘           | 몰디브                | 58.37   |    |
| 70   | 1  | 7    | 에드가 이로             | 솔로몬 제도           | 1:00.13 |    |
|      | 8  | 7    | 매튜 리처드             | 영국                  | DNS     |    |

### 준결선
상위 8위 이내에 든 선수가 결선에 진출한다.
| 순위 | 조 | 레인 | 선수                  | 국가                 | 기록  | 주    |
| ---- | -- | ---- | --------------------- | -------------------- | ----- | ----- |
| 1    | 2  | 3    | 클리멘트 콜레스니코프 | 러시아 올림픽 위원회 | 47.11 | Q, ER |
| 2    | 1  | 4    | 케일럽 드레슬         | 미국                 | 47.23 | Q     |
| 3    | 1  | 5    | 알레산드로 미레시     | 이탈리아             | 47.52 | Q     |
| 4    | 1  | 3    | 황선우                | 대한민국             | 47.56 | Q, AS |
| 5    | 1  | 6    | 다비드 포포비치       | 루마니아             | 47.72 | Q     |
| 6    | 2  | 5    | 카일 차머스           | 오스트레일리아       | 47.80 | Q     |
| 7    | 2  | 2    | 난도르 네메트         | 헝가리               | 47.81 | Q, NR |
| 8    | 1  | 7    | 막심 그루세           | 프랑스               | 47.82 | Q     |
| 9    | 2  | 1    | 안드레이 바르나       | 세르비아             | 47.94 | NR    |
| 10   | 2  | 6    | 안드레이 미나코프     | 러시아 올림픽 위원회 | 48.03 |       |
| 11   | 2  | 7    | 자크 애플             | 미국                 | 48.04 |       |
| 12   | 2  | 4    | 토마스 체콘           | 이탈리아             | 48.05 |       |
| 13   | 1  | 8    | 제이컵 위틀           | 영국                 | 48.11 |       |
| 14   | 1  | 1    | 조슈아 리엔도         | 캐나다               | 48.19 |       |
| 15   | 1  | 2    | 유리 키질             | 캐나다               | 48.31 |       |
| 16   | 2  | 8    | 로만 미튜코프         | 스위스               | 48.53 |       |

### 결선
| 순위 | 레인 | 선수                  | 국가                 | 기록  | 주 |
| ---- | ---- | --------------------- | -------------------- | ----- | -- |
| 1    | 5    | 케일럽 드레슬         | 미국                 | 47.02 | OR |
| 2    | 7    | 카일 차머스           | 오스트레일리아       | 47.08 |    |
| 3    | 4    | 클리멘트 콜레스니코프 | 러시아 올림픽 위원회 | 47.44 |    |
| 4    | 8    | 막심 그루세           | 프랑스               | 47.72 |    |
| 5    | 6    | 황선우                | 대한민국             | 47.82 |    |
| 6    | 3    | 알레산드로 미레시     | 이탈리아             | 47.86 |    |
| 7    | 2    | 다비드 포포비치       | 루마니아             | 48.04 |    |
| 8    | 1    | 난도르 네메트         | 헝가리               | 48.10 |    |